# فیات ای‌اس.۵
فیات ای‌اس. ۵ (به انگلیسی: Fiat AS.5) یک موتور هواگرد ساختِ کارخانهٔ فیات اتومبیلز در کشور ایتالیا است.